# Giải vô địch bóng đá thế giới 2002
Giải vô địch bóng đá thế giới 2002 (hay Cúp bóng đá thế giới 2002, tiếng Anh: 2002 FIFA World Cup, tiếng Hàn Quốc: 2002 FIFA 월드컵 한국/일본, tiếng Nhật: 2002 FIFAワールドカップ 韓国/日本) là lần tổ chức thứ 17 của Giải vô địch bóng đá thế giới, diễn ra tại Hàn Quốc và Nhật Bản từ ngày 31 tháng 5 đến ngày 30 tháng 6 năm 2002. Đây là kỳ World Cup đầu tiên trong lịch sử được tổ chức tại châu Á, và cũng là lần đầu tiên được đồng cai bởi hai quốc gia.
Giải đấu lần này cũng đánh dấu kỷ lục 5 lần vô địch của đội tuyển Brasil sau khi đánh bại Đức với tỷ số 2–0 trong trận chung kết. Đội tuyển Hàn Quốc đã làm nên lịch sử khi trở thành đội bóng đầu tiên đến từ châu Á lọt vào đến bán kết. Pháp trở thành đội đương kim vô địch thứ ba bị loại ngay từ vòng bảng (sau Ý năm 1950 và Brasil năm 1966).
Bài hát chính thức của giải đấu là "Boom" của Anastacia cùng với nhạc hiệu chính thức là "Anthem" của Vangelis.
Linh vật chính thức của giải đấu là Ato, Kaz và Nik (the Spheriks), những sinh vật được tạo nên bởi máy tính với dáng vẻ hiện đại, lần lượt với các màu cam, tím và xanh. Những thành viên tuyển chọn của đội "Atmoball" (một môn thể thao giống bóng đá được hư cấu nên), Ato là huấn luyện viên còn Kaz và Nik là cầu thủ. Ba cái tên này được lựa chọn từ một danh sách bình chọn của những người dùng qua mạng Internet và đặt trên lối ra vào của McDonald's tại các nước chủ nhà.
Đây cũng là mùa giải cuối cùng áp dụng luật bàn thắng vàng.

## Vòng loại
199 đội tuyển đã tham dự vòng loại để chọn ra 29 đội còn lại, cùng với hai nước chủ nhà là Hàn Quốc và Nhật Bản và đội đương kim vô địch thế giới Pháp, bước vào vòng chung kết.

### Các đội giành quyền vào vòng chung kết
| AFC (4) - Trung Quốc (50) - Nhật Bản (32) (đồng chủ nhà) - Ả Rập Xê Út (34) - Hàn Quốc (40) (đồng chủ nhà) CAF (5) - Cameroon (17) - Nigeria (27) - Sénégal (42) - Nam Phi (37) - Tunisia (31) OFC (0) - Không có đại diện | CONCACAF (3) - Costa Rica (29) - México (7) - Hoa Kỳ (13) CONMEBOL (5) - Argentina (3) - Brasil (2) - Ecuador (36) - Paraguay (18) - Uruguay (24) | UEFA (15) - Bỉ (23) - Croatia (21) - Đan Mạch (20) - Anh (12) - Pháp (1) (đương kim vô địch) - Đức (11) - Cộng hòa Ireland (15) - Ý (6) - Ba Lan (38) - Bồ Đào Nha (5) - Nga (28) - Slovenia (25) - Tây Ban Nha (8) - Thụy Điển (19) - Thổ Nhĩ Kỳ (22) |

## Danh sách trọng tài
| Trọng tài chính AFC - Lục Tuấn (Trung Quốc) - Kamikawa Toru (Nhật Bản) - Saad Mane (Kuwait) - Kim Young-joo (Hàn Quốc) - Ali Bujsaim (UAE) CAF - Coffi Codjia (Bénin) - Gamal Al-Ghandour (Ai Cập) - Mohamed Guezzaz (Maroc) - Falla N'Doye (Sénégal) - Mourad Daami (Tunisia) CONCACAF - William Mattus (Costa Rica) - Carlos Batres (Guatemala) - Peter Prendergast (Jamaica) - Felipe Ramos (México) - Brian Hall (Hoa Kỳ) CONMEBOL - Ángel Sánchez (Argentina) - René Ortubé (Bolivia) - Carlos Simon (Brasil) - Óscar Ruiz (Colombia) - Byron Moreno (Ecuador) - Ubaldo Aquino (Paraguay) OFC - Mark Shield (Úc) UEFA - Kim Milton Nielsen (Đan Mạch) - Graham Poll (Anh) - Gilles Veissière (Pháp) - Markus Merk (Đức) - Kyros Vassaras (Hy Lạp) - Pierluigi Collina (Ý) - Jan Wegereef (Hà Lan) - Terje Hauge (Na Uy) - Vítor Melo Pereira (Bồ Đào Nha) - Hugh Dallas (Scotland) - Ľuboš Micheľ (Slovakia) - Antonio López Nieto (Tây Ban Nha) - Anders Frisk (Thụy Điển) - Urs Meier (Thụy Sĩ) | Trợ lý trọng tài AFC - Komaleeswaran Sankar (Ấn Độ) - Awni Hassaouneh (Jordan) - Haidar Koleit (Liban) - Mat Lazim Awang Hamat (Malaysia) - Mohamed Saeed (Maldives) - Ali Al-Traifi (Ả Rập Xê Út) - Visva Krishnan (Singapore) CAF - Wagih Farag (Ai Cập) - Dramane Dante (Mali) - Taoufik Adjengui (Tunisia) - Ali Tomusange (Uganda) - Brighton Mudzamiri (Zimbabwe) CONCACAF - Curtis Charles (Antigua và Barbuda) - Héctor Vergara (Canada) - Vladimir Fernández (El Salvador) - Michael Ragoonath (Trinidad và Tobago) CONMEBOL - Jorge Rattalino (Argentina) - Jorge Oliveira (Brasil) - Bomer Fierro (Ecuador) - Miguel Giacomuzzi (Paraguay) OFC - Paul Smith (New Zealand) - Elise Doriri (Vanuatu) UEFA - Egon Bereuter (Áo) - Yury Dupanov (Belarus) - Roland Van Nylen (Bỉ) - Evzen Amler (Cộng hòa Séc) - Jens Larsen (Đan Mạch) - Philip Sharp (Anh) - Frédéric Arnault (Pháp) - Heiner Müller (Đức) - Ferenc Székely (Hungary) - Jaap Pool (Hà Lan) - Maciej Wierzbowski (Ba Lan) - Carlos Matos (Bồ Đào Nha) - Igor Šramka (Slovakia) - Leif Lindberg (Thụy Điển) |

## Các sân vận động
| Hàn Quốc                                            | Hàn Quốc                                                                | Hàn Quốc                                                                | Hàn Quốc                                           |
| Seoul                                               | Busan                                                                   | Incheon                                                                 | Ulsan                                              |
| --------------------------------------------------- | ----------------------------------------------------------------------- | ----------------------------------------------------------------------- | -------------------------------------------------- |
| Sân vận động World Cup Seoul                        | Sân vận động chính Asiad Busan                                          | Sân vận động World Cup Incheon                                          | Sân vận động bóng đá Ulsan Munsu                   |
| 37°34′5,6″B 126°53′50,5″Đ / 37,56667°B 126,88333°Đ  | 35°11′24″B 129°03′29,6″Đ / 35,19°B 129,05°Đ                             | 37°26′6,5″B 126°41′26,9″Đ / 37,43333°B 126,68333°Đ                      | 35°32′35,9″B 129°15′23,17″Đ / 35,53333°B 129,25°Đ  |
| Sức chứa: 63.961                                    | Sức chứa: 55.982                                                        | Sức chứa: 52.179                                                        | Sức chứa: 43.550                                   |
|                                                     |                                                                         |                                                                         |                                                    |
| Daegu                                               | BusanDaeguDaejeonGwangjuIncheonJeonjuSeogwipoSeoulSuwonUlsanNhật Bản    | BusanDaeguDaejeonGwangjuIncheonJeonjuSeogwipoSeoulSuwonUlsanNhật Bản    | Suwon                                              |
| Sân vận động World Cup Daegu                        | BusanDaeguDaejeonGwangjuIncheonJeonjuSeogwipoSeoulSuwonUlsanNhật Bản    | BusanDaeguDaejeonGwangjuIncheonJeonjuSeogwipoSeoulSuwonUlsanNhật Bản    | Sân vận động World Cup Suwon                       |
| 35°49′47,2″B 128°41′25,1″Đ / 35,81667°B 128,68333°Đ | BusanDaeguDaejeonGwangjuIncheonJeonjuSeogwipoSeoulSuwonUlsanNhật Bản    | BusanDaeguDaejeonGwangjuIncheonJeonjuSeogwipoSeoulSuwonUlsanNhật Bản    | 37°17′10,6″B 127°2′12,8″Đ / 37,28333°B 127,03333°Đ |
| Sức chứa: 68.014                                    | BusanDaeguDaejeonGwangjuIncheonJeonjuSeogwipoSeoulSuwonUlsanNhật Bản    | BusanDaeguDaejeonGwangjuIncheonJeonjuSeogwipoSeoulSuwonUlsanNhật Bản    | Sức chứa: 43.188                                   |
|                                                     | BusanDaeguDaejeonGwangjuIncheonJeonjuSeogwipoSeoulSuwonUlsanNhật Bản    | BusanDaeguDaejeonGwangjuIncheonJeonjuSeogwipoSeoulSuwonUlsanNhật Bản    |                                                    |
| Gwangju                                             | Jeonju                                                                  | Seogwipo                                                                | Daejeon                                            |
| Sân vận động World Cup Gwangju                      | Sân vận động World Cup Jeonju                                           | Sân vận động World Cup Jeju                                             | Sân vận động World Cup Daejeon                     |
| 35°08′1,2″B 126°52′29,5″Đ / 35,13333°B 126,86667°Đ  | 35°52′5,2″B 127°03′52″Đ / 35,86667°B 127,06444°Đ                        | 33°14′46,1″B 126°30′33,14″Đ / 33,23333°B 126,5°Đ                        | 36°21′54,5″B 127°19′30,6″Đ / 36,35°B 127,31667°Đ   |
| Sức chứa: 42.880                                    | Sức chứa: 42.391                                                        | Sức chứa: 42.256                                                        | Sức chứa: 40.407                                   |
|                                                     |                                                                         |                                                                         |                                                    |
| Nhật Bản                                            |                                                                         |                                                                         |                                                    |
| Yokohama                                            | Saitama                                                                 | Shizuoka                                                                | Ōsaka                                              |
| Sân vận động Quốc tế Yokohama                       | Sân vận động Saitama                                                    | Sân vận động Shizuoka ECOPA                                             | Sân vận động Nagai                                 |
| 35°30′36″B 139°36′23″Đ / 35,51°B 139,60639°Đ        | 35°54′11,31″B 139°43′2,97″Đ / 35,9°B 139,71667°Đ                        | 34°44′35,6″B 137°58′13,81″Đ / 34,73333°B 137,96667°Đ                    | 34°36′50″B 135°31′6″Đ / 34,61389°B 135,51833°Đ     |
| Sức chứa: 72.327                                    | Sức chứa: 63.000                                                        | Sức chứa: 50.600                                                        | Sức chứa: 50.000                                   |
|                                                     |                                                                         |                                                                         |                                                    |
| Miyagi                                              | KashimaKobeMiyagiNiigataŌitaŌsakaSaitamaSapporoShizuokaYokohamaHàn Quốc | KashimaKobeMiyagiNiigataŌitaŌsakaSaitamaSapporoShizuokaYokohamaHàn Quốc | Ōita                                               |
| Sân vận động Miyagi                                 | KashimaKobeMiyagiNiigataŌitaŌsakaSaitamaSapporoShizuokaYokohamaHàn Quốc | KashimaKobeMiyagiNiigataŌitaŌsakaSaitamaSapporoShizuokaYokohamaHàn Quốc | Sân vận động Ōita                                  |
| 38°20′7″B 140°57′1″Đ / 38,33528°B 140,95028°Đ       | KashimaKobeMiyagiNiigataŌitaŌsakaSaitamaSapporoShizuokaYokohamaHàn Quốc | KashimaKobeMiyagiNiigataŌitaŌsakaSaitamaSapporoShizuokaYokohamaHàn Quốc | 33°12′2″B 131°39′27″Đ / 33,20056°B 131,6575°Đ      |
| Sức chứa: 49.000                                    | KashimaKobeMiyagiNiigataŌitaŌsakaSaitamaSapporoShizuokaYokohamaHàn Quốc | KashimaKobeMiyagiNiigataŌitaŌsakaSaitamaSapporoShizuokaYokohamaHàn Quốc | Sức chứa: 43.000                                   |
|                                                     | KashimaKobeMiyagiNiigataŌitaŌsakaSaitamaSapporoShizuokaYokohamaHàn Quốc | KashimaKobeMiyagiNiigataŌitaŌsakaSaitamaSapporoShizuokaYokohamaHàn Quốc |                                                    |
| Niigata                                             | Kashima                                                                 | Kobe                                                                    | Sapporo                                            |
| Sân vận động Niigata                                | Sân vận động Kashima                                                    | Sân vận động Kobe Wing                                                  | Sapporo Dome                                       |
| 37°52′57,41″B 139°03′31,01″Đ / 37,86667°B 139,05°Đ  | 35°59′29,79″B 140°38′24,58″Đ / 35,98333°B 140,63333°Đ                   | 34°39′24,28″B 135°10′8,28″Đ / 34,65°B 135,16667°Đ                       | 43°0′54,62″B 141°24′35,16″Đ / 43°B 141,4°Đ         |
| Sức chứa: 42.300                                    | Sức chứa: 42.000                                                        | Sức chứa: 42.000                                                        | Sức chứa: 42.000                                   |
|                                                     |                                                                         |                                                                         |                                                    |

## Chia bảng
| Nhóm A | Nhóm B                                                                       | Nhóm C                                                                                    | Nhóm D                                                                          |
| --- | ---------------------------------------------------------------------------- | ----------------------------------------------------------------------------------------- | ------------------------------------------------------------------------------- |
| Argentina · Brasil · Pháp (đương kim vô địch) · Đức · Ý · Nhật Bản (đồng chủ nhà) · Hàn Quốc (đồng chủ nhà) · Tây Ban Nha · | Bỉ · Croatia · Đan Mạch · Anh · Cộng hòa Ireland · Ba Lan · Bồ Đào Nha · Nga | Slovenia · Thụy Điển · Thổ Nhĩ Kỳ Trung Quốc · Ecuador · Paraguay · Ả Rập Xê Út · Uruguay | Cameroon · Costa Rica · México · Nigeria · Sénégal · Nam Phi · Tunisia · Hoa Kỳ |

## Vòng chung kết

### Vòng bảng
Giờ thi đấu tính theo giờ địa phương (UTC+9)
| Màu sắc được sử dụng trong bảng | Màu sắc được sử dụng trong bảng                   |
| ------------------------------- | ------------------------------------------------- |
|                                 | Hai đội đứng đầu bảng giành quyền vào vòng 16 đội |

#### Bảng A
| Đội      | Trận | Thắng | Hoà | Thua | BT | BB | HS | Điểm |
| -------- | ---- | ----- | --- | ---- | -- | -- | -- | ---- |
| Đan Mạch | 3    | 2     | 1   | 0    | 5  | 2  | +3 | 7    |
| Sénégal  | 3    | 1     | 2   | 0    | 5  | 4  | +1 | 5    |
| Uruguay  | 3    | 0     | 2   | 1    | 4  | 5  | –1 | 2    |
| Pháp     | 3    | 0     | 1   | 2    | 0  | 3  | –3 | 1    |

| 31 tháng 5 năm 2002 |     |          |                                      |
| Pháp                | 0–1 | Sénégal  | Sân vận động World Cup Seoul, Seoul  |
| 1 tháng 6 năm 2002  |     |          |                                      |
| Uruguay             | 1–2 | Đan Mạch | Sân vận động Munsu Cup, Ulsan        |
| 6 tháng 6 năm 2002  |     |          |                                      |
| Đan Mạch            | 1–1 | Sénégal  | Sân vận động World Cup Daegu, Daegu  |
| Pháp                | 0–0 | Uruguay  | Sân vận động chính Asiad, Busan      |
| 11 tháng 6 năm 2002 |     |          |                                      |
| Đan Mạch            | 2–0 | Pháp     | Sân vận động Incheon Munhak, Incheon |
| Sénégal             | 3–3 | Uruguay  | Sân vận động World Cup Suwon, Suwon  |

#### Bảng B
| Đội         | Trận | Thắng | Hoà | Thua | BT | BB | HS | Điểm |
| ----------- | ---- | ----- | --- | ---- | -- | -- | -- | ---- |
| Tây Ban Nha | 3    | 3     | 0   | 0    | 9  | 4  | +5 | 9    |
| Paraguay    | 3    | 1     | 1   | 1    | 6  | 6  | 0  | 4    |
| Nam Phi     | 3    | 1     | 1   | 1    | 5  | 5  | 0  | 4    |
| Slovenia    | 3    | 0     | 0   | 3    | 2  | 7  | –5 | 0    |

| 2 tháng 6 năm 2002  |     |             |                                         |
| Paraguay            | 2–2 | Nam Phi     | Sân vận động chính Asiad, Busan         |
| Tây Ban Nha         | 3–1 | Slovenia    | Sân vận động World Cup Gwangju, Gwangju |
| 7 tháng 6 năm 2002  |     |             |                                         |
| Tây Ban Nha         | 3–1 | Paraguay    | Sân vận động World Cup Jeonju, Jeonju   |
| 8 tháng 6 năm 2002  |     |             |                                         |
| Nam Phi             | 1–0 | Slovenia    | Sân vận động World Cup Daegu, Daegu     |
| 12 tháng 6 năm 2002 |     |             |                                         |
| Nam Phi             | 2–3 | Tây Ban Nha | Sân vận động World Cup Daejeon, Daejeon |
| Slovenia            | 1–3 | Paraguay    | Sân vận động World Cup Jeju, Jeju       |

#### Bảng C
| Đội        | Trận | Thắng | Hoà | Thua | BT | BB | HS | Điểm |
| ---------- | ---- | ----- | --- | ---- | -- | -- | -- | ---- |
| Brasil     | 3    | 3     | 0   | 0    | 11 | 3  | +8 | 9    |
| Thổ Nhĩ Kỳ | 3    | 1     | 1   | 1    | 5  | 3  | +2 | 4    |
| Costa Rica | 3    | 1     | 1   | 1    | 5  | 6  | –1 | 4    |
| Trung Quốc | 3    | 0     | 0   | 3    | 0  | 9  | –9 | 0    |

| 3 tháng 6 năm 2002  |     |            |                                         |
| Brasil              | 2–1 | Thổ Nhĩ Kỳ | Sân vận động Munsu Cup, Ulsan           |
| 4 tháng 6 năm 2002  |     |            |                                         |
| Trung Quốc          | 0–2 | Costa Rica | Sân vận động World Cup Gwangju, Gwangju |
| 8 tháng 6 năm 2002  |     |            |                                         |
| Brasil              | 4–0 | Trung Quốc | Sân vận động World Cup Jeju, Jeju       |
| 9 tháng 6 năm 2002  |     |            |                                         |
| Costa Rica          | 1–1 | Thổ Nhĩ Kỳ | Sân vận động Incheon Munhak, Incheon    |
| 13 tháng 6 năm 2002 |     |            |                                         |
| Costa Rica          | 2–5 | Brasil     | Sân vận động World Cup Suwon, Suwon     |
| Thổ Nhĩ Kỳ          | 3–0 | Trung Quốc | Sân vận động World Cup Seoul, Seoul     |

#### Bảng D
| Đội        | Trận | Thắng | Hoà | Thua | BT | BB | HS | Điểm |
| ---------- | ---- | ----- | --- | ---- | -- | -- | -- | ---- |
| Hàn Quốc   | 3    | 2     | 1   | 0    | 4  | 1  | +3 | 7    |
| Hoa Kỳ     | 3    | 1     | 1   | 1    | 5  | 6  | –1 | 4    |
| Bồ Đào Nha | 3    | 1     | 0   | 2    | 6  | 4  | +2 | 3    |
| Ba Lan     | 3    | 1     | 0   | 2    | 3  | 7  | –4 | 3    |

| 4 tháng 6 năm 2002  |     |            |                                         |
| Hàn Quốc            | 2–0 | Ba Lan     | Sân vận động chính Asiad, Busan         |
| 5 tháng 6 năm 2002  |     |            |                                         |
| Hoa Kỳ              | 3–2 | Bồ Đào Nha | Sân vận động World Cup Suwon, Suwon     |
| 10 tháng 6 năm 2002 |     |            |                                         |
| Hàn Quốc            | 1–1 | Hoa Kỳ     | Sân vận động World Cup Daegu, Daegu     |
| Bồ Đào Nha          | 4–0 | Ba Lan     | Sân vận động World Cup Jeonju, Jeonju   |
| 14 tháng 6 năm 2002 |     |            |                                         |
| Bồ Đào Nha          | 0–1 | Hàn Quốc   | Sân vận động Incheon Munhak, Incheon    |
| Ba Lan              | 3–1 | Hoa Kỳ     | Sân vận động World Cup Daejeon, Daejeon |

#### Bảng E
| Đội              | Trận | Thắng | Hoà | Thua | BT | BB | HS  | Điểm |
| ---------------- | ---- | ----- | --- | ---- | -- | -- | --- | ---- |
| Đức              | 3    | 2     | 1   | 0    | 11 | 1  | +10 | 7    |
| Cộng hòa Ireland | 3    | 1     | 2   | 0    | 5  | 2  | +3  | 5    |
| Cameroon         | 3    | 1     | 1   | 1    | 2  | 3  | –1  | 4    |
| Ả Rập Xê Út      | 3    | 0     | 0   | 3    | 0  | 12 | –12 | 0    |

| 1 tháng 6 năm 2002  |     |                  |                                         |
| Cộng hòa Ireland    | 1–1 | Cameroon         | Sân vận động Niigata, Niigata           |
| Đức                 | 8–0 | Ả Rập Xê Út      | Sapporo Dome, Sapporo                   |
| 5 tháng 6 năm 2002  |     |                  |                                         |
| Đức                 | 1–1 | Cộng hòa Ireland | Sân vận động Kashima, Ibaraki           |
| 6 tháng 6 năm 2002  |     |                  |                                         |
| Cameroon            | 1–0 | Ả Rập Xê Út      | Sân vận động Saitama 2002, Saitama      |
| 11 tháng 6 năm 2002 |     |                  |                                         |
| Cameroon            | 0–2 | Đức              | Sân vận động Shizuoka, Shizuoka         |
| Ả Rập Xê Út         | 0–3 | Cộng hòa Ireland | Sân vận động quốc tế Yokohama, Yokohama |

#### Bảng F
| Đội       | Trận | Thắng | Hoà | Thua | BT | BB | HS | Điểm |
| --------- | ---- | ----- | --- | ---- | -- | -- | -- | ---- |
| Thụy Điển | 3    | 1     | 2   | 0    | 4  | 3  | +1 | 5    |
| Anh       | 3    | 1     | 2   | 0    | 2  | 1  | +1 | 5    |
| Argentina | 3    | 1     | 1   | 1    | 2  | 2  | 0  | 4    |
| Nigeria   | 3    | 0     | 1   | 2    | 1  | 3  | –2 | 1    |

| 2 tháng 6 năm 2002  |     |           |                                    |
| Argentina           | 1–0 | Nigeria   | Sân vận động Kashima, Ibaraki      |
| Anh                 | 1–1 | Thụy Điển | Sân vận động Saitama 2002, Saitama |
| 7 tháng 6 năm 2002  |     |           |                                    |
| Thụy Điển           | 2–1 | Nigeria   | Sân vận động Kobe Wing, Kobe       |
| Argentina           | 0–1 | Anh       | Sapporo Dome, Sapporo              |
| 12 tháng 6 năm 2002 |     |           |                                    |
| Thụy Điển           | 1–1 | Argentina | Sân vận động Miyagi, Miyagi        |
| Nigeria             | 0–0 | Anh       | Sân vận động Nagai, Osaka          |

#### Bảng G
| Đội     | Trận | Thắng | Hoà | Thua | BT | BB | HS | Điểm |
| ------- | ---- | ----- | --- | ---- | -- | -- | -- | ---- |
| México  | 3    | 2     | 1   | 0    | 4  | 2  | +2 | 7    |
| Ý       | 3    | 1     | 1   | 1    | 4  | 3  | +1 | 4    |
| Croatia | 3    | 1     | 0   | 2    | 2  | 3  | –1 | 3    |
| Ecuador | 3    | 1     | 0   | 2    | 2  | 4  | –2 | 3    |

| 3 tháng 6 năm 2002  |     |         |                                         |
| Croatia             | 0–1 | México  | Sân vận động Niigata, Niigata           |
| Ý                   | 2–0 | Ecuador | Sapporo Dome, Sapporo                   |
| 8 tháng 6 năm 2002  |     |         |                                         |
| Ý                   | 1–2 | Croatia | Sân vận động Kashima, Ibaraki           |
| 9 tháng 6 năm 2002  |     |         |                                         |
| México              | 2–1 | Ecuador | Sân vận động Miyagi, Miyagi             |
| 13 tháng 6 năm 2002 |     |         |                                         |
| México              | 1–1 | Ý       | Sân vận động Ōita, Ōita                 |
| Ecuador             | 1–0 | Croatia | Sân vận động quốc tế Yokohama, Yokohama |

#### Bảng H
| Đội      | Trận | Thắng | Hoà | Thua | BT | BB | HS | Điểm |
| -------- | ---- | ----- | --- | ---- | -- | -- | -- | ---- |
| Nhật Bản | 3    | 2     | 1   | 0    | 5  | 2  | +3 | 7    |
| Bỉ       | 3    | 1     | 2   | 0    | 6  | 5  | +1 | 5    |
| Nga      | 3    | 1     | 0   | 2    | 4  | 4  | 0  | 3    |
| Tunisia  | 3    | 0     | 1   | 2    | 1  | 5  | –4 | 1    |

| 4 tháng 6 năm 2002  |     |          |                                         |
| Nhật Bản            | 2–2 | Bỉ       | Sân vận động Saitama 2002, Saitama      |
| 5 tháng 6 năm 2002  |     |          |                                         |
| Nga                 | 2–0 | Tunisia  | Sân vận động Kobe Wing, Kobe            |
| 9 tháng 6 năm 2002  |     |          |                                         |
| Nhật Bản            | 1–0 | Nga      | Sân vận động quốc tế Yokohama, Yokohama |
| 10 tháng 6 năm 2002 |     |          |                                         |
| Tunisia             | 1–1 | Bỉ       | Sân vận động Ōita, Ōita                 |
| 14 tháng 6 năm 2002 |     |          |                                         |
| Tunisia             | 0–2 | Nhật Bản | Sân vận động Nagai, Osaka               |
| Bỉ                  | 3–2 | Nga      | Sân vận động Shizuoka, Shizuoka         |

### Vòng đấu loại trực tiếp
Trong vòng đấu loại trực tiếp, hiệp phụ, luật bàn thắng vàng và loạt sút luân lưu được sử dụng để quyết định đội thắng nếu cần thiết.

#### Tóm tắt
|  | Round of 16          | Round of 16           |                       |       | Tứ kết        | Tứ kết        |                    |                    | Bán kết | Bán kết |  |  | Chung kết | Chung kết |
|  |                      |                       |                       |       |               |               |                    |                    |         |         |  |  |           |           |
|  | 15 tháng 6 – Jeju    |                       |                       |       |               |               |                    |                    |         |         |  |  |           |           |
|  |                      |                       |                       |       |               |               |                    |                    |         |         |  |  |           |           |
|  | Đức                  | 1                     |                       |       |               |               |                    |                    |         |         |  |  |           |           |
|  | Đức                  | 1                     | 21 tháng 6 – Ulsan    |       |               |               |                    |                    |         |         |  |  |           |           |
|  | Paraguay             | 0                     |                       |       |               |               |                    |                    |         |         |  |  |           |           |
|  | Paraguay             | 0                     | Đức                   | 1     |               |               |                    |                    |         |         |  |  |           |           |
|  | 17 tháng 6 – Jeonju  |                       | Đức                   | 1     |               |               |                    |                    |         |         |  |  |           |           |
|  |                      | Hoa Kỳ                | 0                     |       |               |               |                    |                    |         |         |  |  |           |           |
|  | México               | Hoa Kỳ                | 0                     | 0     |               |               |                    |                    |         |         |  |  |           |           |
|  | México               |                       | 25 tháng 6 – Seoul    | 0     |               |               |                    |                    |         |         |  |  |           |           |
|  | Hoa Kỳ               | 2                     |                       |       |               |               |                    |                    |         |         |  |  |           |           |
|  | Hoa Kỳ               | 2                     | Đức                   | 1     |               |               |                    |                    |         |         |  |  |           |           |
|  | 16 tháng 6 – Suwon   |                       | Đức                   | 1     |               |               |                    |                    |         |         |  |  |           |           |
|  |                      | Hàn Quốc              | 0                     |       |               |               |                    |                    |         |         |  |  |           |           |
|  | Tây Ban Nha (pen.)   | Hàn Quốc              | 0                     | 1 (3) |               |               |                    |                    |         |         |  |  |           |           |
|  | Tây Ban Nha (pen.)   | 22 tháng 6 – Gwangju  |                       | 1 (3) |               |               |                    |                    |         |         |  |  |           |           |
|  | Cộng hòa Ireland     | 1 (2)                 |                       |       |               |               |                    |                    |         |         |  |  |           |           |
|  | Cộng hòa Ireland     | 1 (2)                 | Tây Ban Nha           | 0 (3) |               |               |                    |                    |         |         |  |  |           |           |
|  | 18 tháng 6 – Daejeon |                       | Tây Ban Nha           | 0 (3) |               |               |                    |                    |         |         |  |  |           |           |
|  |                      | Hàn Quốc (pen.)       | 0 (5)                 |       |               |               |                    |                    |         |         |  |  |           |           |
|  | Hàn Quốc (h.p.)      | Hàn Quốc (pen.)       | 0 (5)                 | 2     |               |               |                    |                    |         |         |  |  |           |           |
|  | Hàn Quốc (h.p.)      |                       | 30 tháng 6 – Yokohama | 2     |               |               |                    |                    |         |         |  |  |           |           |
|  | Ý                    | 1                     |                       |       |               |               |                    |                    |         |         |  |  |           |           |
|  | Ý                    | 1                     | Đức                   | 0     |               |               |                    |                    |         |         |  |  |           |           |
|  | 15 tháng 6 – Niigata |                       | Đức                   | 0     |               |               |                    |                    |         |         |  |  |           |           |
|  |                      | Brasil                | 2                     |       |               |               |                    |                    |         |         |  |  |           |           |
|  | Đan Mạch             | Brasil                | 2                     | 0     |               |               |                    |                    |         |         |  |  |           |           |
|  | Đan Mạch             | 21 tháng 6 – Shizuoka |                       | 0     |               |               |                    |                    |         |         |  |  |           |           |
|  | Anh                  | 3                     |                       |       |               |               |                    |                    |         |         |  |  |           |           |
|  | Anh                  | 3                     | Anh                   | 1     |               |               |                    |                    |         |         |  |  |           |           |
|  | 17 tháng 6 – Kobe    |                       | Anh                   | 1     |               |               |                    |                    |         |         |  |  |           |           |
|  |                      | Brasil                | 2                     |       |               |               |                    |                    |         |         |  |  |           |           |
|  | Brasil               | Brasil                | 2                     | 2     |               |               |                    |                    |         |         |  |  |           |           |
|  | Brasil               |                       | 26 tháng 6 – Saitama  | 2     |               |               |                    |                    |         |         |  |  |           |           |
|  | Bỉ                   | 0                     |                       |       |               |               |                    |                    |         |         |  |  |           |           |
|  | Bỉ                   | 0                     | Brasil                | 1     |               |               |                    |                    |         |         |  |  |           |           |
|  | 16 tháng 6 – Ōita    |                       | Brasil                | 1     |               |               |                    |                    |         |         |  |  |           |           |
|  |                      | Thổ Nhĩ Kỳ            | 0                     |       | Tranh hạng ba | Tranh hạng ba |                    |                    |         |         |  |  |           |           |
|  | Thụy Điển            | Thổ Nhĩ Kỳ            | 0                     | 1     | Tranh hạng ba | Tranh hạng ba |                    |                    |         |         |  |  |           |           |
|  | Thụy Điển            | 22 tháng 6 – Osaka    | 22 tháng 6 – Osaka    | 1     |               |               | 29 tháng 6 – Daegu | 29 tháng 6 – Daegu |         |         |  |  |           |           |
|  | Sénégal (h.p.)       | 22 tháng 6 – Osaka    | 22 tháng 6 – Osaka    | 2     |               |               | 29 tháng 6 – Daegu | 29 tháng 6 – Daegu |         |         |  |  |           |           |
|  | Sénégal (h.p.)       | Sénégal               | 0                     | 2     | Hàn Quốc      | 2             |                    |                    |         |         |  |  |           |           |
|  | 18 tháng 6 – Miyagi  | Sénégal               | 0                     |       | Hàn Quốc      | 2             |                    |                    |         |         |  |  |           |           |
|  |                      | Thổ Nhĩ Kỳ (h.p.)     | 1                     |       | Thổ Nhĩ Kỳ    | 3             |                    |                    |         |         |  |  |           |           |
|  | Nhật Bản             | Thổ Nhĩ Kỳ (h.p.)     | 1                     | 0     | Thổ Nhĩ Kỳ    | 3             |                    |                    |         |         |  |  |           |           |
|  | Nhật Bản             |                       |                       | 0     |               |               |                    |                    |         |         |  |  |           |           |
|  | Thổ Nhĩ Kỳ           | 1                     |                       |       |               |               |                    |                    |         |         |  |  |           |           |
|  | Thổ Nhĩ Kỳ           | 1                     |                       |       |               |               |                    |                    |         |         |  |  |           |           |

#### Vòng 16 đội
| Đức          | 1–0      | Paraguay |
| ------------ | -------- | -------- |
| Neuville 88' | Chi tiết |          |

| Đan Mạch | 0–3      | Anh                                  |
| -------- | -------- | ------------------------------------ |
|          | Chi tiết | Ferdinand 5' · Owen 22' · Heskey 44' |

| Thụy Điển   | 1–2 (s.h.p.) | Sénégal             |
| ----------- | ------------ | ------------------- |
| Larsson 11' | Chi tiết     | H. Camara 37', 104' |

| Tây Ban Nha                                     | 1–1 (s.h.p.) | Cộng hòa Ireland                              |
| ----------------------------------------------- | ------------ | --------------------------------------------- |
| Morientes 8'                                    | Chi tiết     | Keane 90' (ph.đ.)                             |
| Loạt sút luân lưu                               |              |                                               |
| Hierro · Baraja · Juanfran · Valerón · Mendieta | 3–2          | Keane · Holland · Connolly · Kilbane · Finnan |

| México | 0–2      | Hoa Kỳ                   |
| ------ | -------- | ------------------------ |
|        | Chi tiết | McBride 8' · Donovan 65' |

| Brasil                    | 2–0      | Bỉ |
| ------------------------- | -------- | -- |
| Rivaldo 67' · Ronaldo 87' | Chi tiết |    |

| Nhật Bản | 0–1      | Thổ Nhĩ Kỳ  |
| -------- | -------- | ----------- |
|          | Chi tiết | Ümit D. 12' |

| Hàn Quốc                               | 2–1 (s.h.p.) | Ý         |
| -------------------------------------- | ------------ | --------- |
| Seol Ki-Hyeon 88' · Ahn Jung-Hwan 117' | Chi tiết     | Vieri 18' |

#### Tứ kết
| Anh      | 1–2      | Brasil                         |
| -------- | -------- | ------------------------------ |
| Owen 23' | Chi tiết | Rivaldo 45+2' · Ronaldinho 50' |

| Đức         | 1–0      | Hoa Kỳ |
| ----------- | -------- | ------ |
| Ballack 39' | Chi tiết |        |

| Tây Ban Nha                      | 0–0 (s.h.p.) | Hàn Quốc                                                                      |
| -------------------------------- | ------------ | ----------------------------------------------------------------------------- |
|                                  | Chi tiết     |                                                                               |
| Loạt sút luân lưu                |              |                                                                               |
| Hierro · Baraja · Xavi · Joaquín | 3–5          | Hwang Sun-Hong · Park Ji-Sung · Seol Ki-Hyeon · Ahn Jung-Hwan · Hong Myung-Bo |

| Sénégal | 0–1 (s.h.p.) | Thổ Nhĩ Kỳ |
| ------- | ------------ | ---------- |
|         | Chi tiết     | İlhan 94'  |

#### Bán kết
| Đức         | 1–0      | Hàn Quốc |
| ----------- | -------- | -------- |
| Ballack 75' | Chi tiết |          |

| Brasil      | 1–0      | Thổ Nhĩ Kỳ |
| ----------- | -------- | ---------- |
| Ronaldo 49' | Chi tiết |            |

#### Tranh hạng ba
| Hàn Quốc                               | 2–3      | Thổ Nhĩ Kỳ                   |
| -------------------------------------- | -------- | ---------------------------- |
| Lee Eul-Yong 9' · Song Chong-Gug 90+3' | Chi tiết | Hakan Ş. 1' · İlhan 13', 32' |

#### Chung kết
| Đức | 0–2      | Brasil           |
| --- | -------- | ---------------- |
|     | Chi tiết | Ronaldo 67', 79' |

## Danh hiệu khác
| Chiếc giày vàng | Quả bóng vàng | Giải Yashin | Cầu thủ trẻ xuất sắc | Đội tuyển chơi đẹp |
| --------------- | ------------- | ----------- | -------------------- | ------------------ |
| Ronaldo         | Oliver Kahn1  | Oliver Kahn | Landon Donovan       | Bỉ                 |

1Oliver Kahn là thủ thành duy nhất được nhận danh hiệu quả bóng vàng trong lịch sử các giải vô địch bóng đá thế giới.

### Đội hình tiêu biểu
| Thủ môn                               | Hậu vệ                                                                 | Tiền vệ                                                        | Tiền đạo                                        |
| ------------------------------------- | ---------------------------------------------------------------------- | -------------------------------------------------------------- | ----------------------------------------------- |
| Oliver Kahn Rüştü Reçber              | Sol Campbell Fernando Hierro Hong Myung-Bo Alpay Özalan Roberto Carlos | Michael Ballack Claudio Reyna Rivaldo Ronaldinho Yoo Sang-Chul | El Hadji Diouf Miroslav Klose Ronaldo Hasan Şaş |
| Nguồn: USA Today, 29 tháng 6 năm 2002 |                                                                        |                                                                |                                                 |

## Cầu thủ ghi bàn
8 bàn
- Ronaldo

5 bàn
- Rivaldo
- Miroslav Klose

4 bàn
- Jon Dahl Tomasson
- Christian Vieri

3 bàn
- Marc Wilmots
- Michael Ballack
- Robbie Keane
- Pauleta
- Papa Bouba Diop
- Fernando Morientes
- Raúl
- Henrik Larsson
- İlhan Mansız

2 bàn
- Ronaldinho
- Rónald Gómez
- Michael Owen
- Inamoto Junichi
- Jared Borgetti
- Nelson Cuevas
- Henri Camara
- Ahn Jung-Hwan
- Fernando Hierro
- Ümit Davala
- Hasan Şaş
- Brian McBride
- Landon Donovan

1 bàn
- Gabriel Batistuta
- Hernán Crespo
- Wesley Sonck
- Peter Van Der Heyden
- Johan Walem
- Edmílson
- Júnior
- Roberto Carlos
- Samuel Eto'o
- Patrick Mboma
- Winston Parks
- Paulo Wanchope
- Mauricio Wright
- Ivica Olić
- Milan Rapaić
- Dennis Rommedahl
- Agustín Delgado
- Edison Méndez
- David Beckham
- Sol Campbell
- Rio Ferdinand
- Emile Heskey
- Oliver Bierhoff
- Marco Bode
- Carsten Jancker
- Thomas Linke
- Oliver Neuville
- Bernd Schneider
- Gary Breen
- Damien Duff
- Matt Holland
- Alessandro Del Piero
- Morishima Hiroaki
- Nakata Hidetoshi
- Suzuki Takayuki
- Cuauhtémoc Blanco
- Gerardo Torrado
- Julius Aghahowa
- Francisco Arce
- Jorge Campos
- Roque Santa Cruz
- Paweł Kryszałowicz
- Emmanuel Olisadebe
- Marcin Żewłakow
- Beto
- Rui Costa
- Vladimir Beschastnykh
- Valery Karpin
- Dmitri Sychev
- Egor Titov
- Salif Diao
- Khalilou Fadiga
- Milenko Ačimovič
- Sebastjan Cimirotič
- Quinton Fortune
- Benni McCarthy
- Teboho Mokoena
- Siyabonga Nomvethe
- Lucas Radebe
- Hwang Sun-Hong
- Lee Eul-Yong
- Park Ji-Sung
- Seol Ki-Hyeon
- Song Chong-Gug
- Yoo Sang-Chul
- Gaizka Mendieta
- Juan Carlos Valerón
- Niclas Alexandersson
- Anders Svensson
- Raouf Bouzaiene
- Emre Belözoğlu
- Bülent Korkmaz
- Hakan Şükür
- Clint Mathis
- John O'Brien
- Diego Forlán
- Richard Morales
- Álvaro Recoba
- Darío Rodríguez

Phản lưới nhà
- Jorge Costa (trận gặp Hoa Kỳ)
- Carles Puyol (trận gặp Paraguay)
- Jeff Agoos (trận gặp Bồ Đào Nha)

## Bảng xếp hạng giải đấu
| XH                    | Đội              | Bg | Tr | T | H | B | BT | BB | HS  | Đ. |
| --------------------- | ---------------- | -- | -- | - | - | - | -- | -- | --- | -- |
| 1                     | Brasil           | C  | 7  | 7 | 0 | 0 | 18 | 4  | +14 | 21 |
| 2                     | Đức              | E  | 7  | 5 | 1 | 1 | 14 | 3  | +11 | 16 |
| 3                     | Thổ Nhĩ Kỳ       | C  | 7  | 4 | 1 | 2 | 10 | 6  | +4  | 13 |
| 4                     | Hàn Quốc         | D  | 7  | 3 | 2 | 2 | 8  | 6  | +2  | 11 |
| Bị loại ở tứ kết      |                  |    |    |   |   |   |    |    |     |    |
| 5                     | Tây Ban Nha      | B  | 5  | 3 | 2 | 0 | 10 | 5  | +5  | 11 |
| 6                     | Anh              | F  | 5  | 2 | 2 | 1 | 6  | 3  | +3  | 8  |
| 7                     | Sénégal          | A  | 5  | 2 | 2 | 1 | 7  | 6  | +1  | 8  |
| 8                     | Hoa Kỳ           | D  | 5  | 2 | 1 | 2 | 7  | 7  | 0   | 7  |
| Bị loại ở vòng 16 đội |                  |    |    |   |   |   |    |    |     |    |
| 9                     | Nhật Bản         | H  | 4  | 2 | 1 | 1 | 5  | 3  | +2  | 7  |
| 10                    | Đan Mạch         | A  | 4  | 2 | 1 | 1 | 5  | 5  | 0   | 7  |
| 11                    | México           | G  | 4  | 2 | 1 | 1 | 4  | 4  | 0   | 7  |
| 12                    | Cộng hòa Ireland | E  | 4  | 1 | 3 | 0 | 6  | 3  | +3  | 6  |
| 13                    | Thụy Điển        | F  | 4  | 1 | 2 | 1 | 5  | 5  | 0   | 5  |
| 14                    | Bỉ               | H  | 4  | 1 | 2 | 1 | 6  | 7  | −1  | 5  |
| 15                    | Ý                | G  | 4  | 1 | 1 | 2 | 5  | 5  | 0   | 4  |
| 16                    | Paraguay         | B  | 4  | 1 | 1 | 2 | 6  | 7  | −1  | 4  |
| Bị loại ở vòng bảng   |                  |    |    |   |   |   |    |    |     |    |
| 17                    | Nam Phi          | B  | 3  | 1 | 1 | 1 | 5  | 5  | 0   | 4  |
| 18                    | Argentina        | F  | 3  | 1 | 1 | 1 | 2  | 2  | 0   | 4  |
| 19                    | Costa Rica       | C  | 3  | 1 | 1 | 1 | 5  | 6  | −1  | 4  |
| 20                    | Cameroon         | E  | 3  | 1 | 1 | 1 | 2  | 3  | −1  | 4  |
| 21                    | Bồ Đào Nha       | D  | 3  | 1 | 0 | 2 | 6  | 4  | +2  | 3  |
| 22                    | Nga              | H  | 3  | 1 | 0 | 2 | 4  | 4  | 0   | 3  |
| 23                    | Croatia          | G  | 3  | 1 | 0 | 2 | 2  | 3  | −1  | 3  |
| 24                    | Ecuador          | G  | 3  | 1 | 0 | 2 | 2  | 4  | −2  | 3  |
| 25                    | Ba Lan           | D  | 3  | 1 | 0 | 2 | 3  | 7  | −4  | 3  |
| 26                    | Uruguay          | A  | 3  | 0 | 2 | 1 | 4  | 5  | −1  | 2  |
| 27                    | Nigeria          | F  | 3  | 0 | 1 | 2 | 1  | 3  | −2  | 1  |
| 28                    | Pháp             | A  | 3  | 0 | 1 | 2 | 0  | 3  | −3  | 1  |
| 29                    | Tunisia          | H  | 3  | 0 | 1 | 2 | 1  | 5  | −4  | 1  |
| 30                    | Slovenia         | B  | 3  | 0 | 0 | 3 | 2  | 7  | −5  | 0  |
| 31                    | Trung Quốc       | C  | 3  | 0 | 0 | 3 | 0  | 9  | −9  | 0  |
| 32                    | Ả Rập Xê Út      | E  | 3  | 0 | 0 | 3 | 0  | 12 | −12 | 0  |